# ژیمناستیک در المپیک تابستانی ۱۹۰۴
ژیمناستیک در بازی‌های المپیک تابستانی ۱۹۰۴ نام رویداد ورزش ژیمناستیک در بازی‌های المپیک تابستانی بود که در سال ۱۹۰۴ برگزار شد. این مسابقات از ۱۱ بخش تشکیل شده بود که همگی برای مردان بود.

## نتایج
| بازی‌ها        | طلا | نقره | برنز |
| تمام اسباب    | یولیوس لنهارت · ایالات متحده آمریکا                                                                                              | ولهلم وبر · آلمان | آدولف اسپینلر · سوئیس |
| ترکیبی        | آنتون هیدا · ایالات متحده آمریکا                                                                                                 | جرج ایسر · ایالات متحده آمریکا | ویلیام مرز · ایالات متحده آمریکا |
| سه‌گانه        | آدولف اسپینلر · سوئیس | یولیوس لنهارت · ایالات متحده آمریکا                                                                                                | ولهلم وبر · آلمان |
| تیمی          | ایالات متحده آمریکا (USA) · Philadelphia Turngemeinde · جان گریب · آنتون هیدا · مکس هس · فیلیپ کسل · یولیوس لنهارت · ارنست رکویگ | ایالات متحده آمریکا (USA) · New York Turnverein · امیل بیر · جان بیسینگر · آرتور روزنکامف · جولیان اشمیتز · اوتو استفان · مکس وولف | ایالات متحده آمریکا (USA) · Central Turnverein, Chicago · جان دوها · چارلز کراوس · جورج مایر (ژیمناست) · رابرت میسک · فیلیپ شوستر · ادوارد سیگلر |
| Club swinging | ادوارد هنیگ · ایالات متحده آمریکا                                                                                                | امیل وویت · ایالات متحده آمریکا | رالف ویلسون · ایالات متحده آمریکا |
| بارفیکس       | آنتون هیدا · ایالات متحده آمریکا · ادوارد هنیگ · ایالات متحده آمریکا                                                             | مدال داده نشد | جرج ایسر · ایالات متحده آمریکا |
| میله پارالل   | جرج ایسر · ایالات متحده آمریکا                                                                                                   | آنتون هیدا · ایالات متحده آمریکا                                                                                                   | جان دوها · ایالات متحده آمریکا |
| خرک حلقه      | آنتون هیدا · ایالات متحده آمریکا                                                                                                 | جرج ایسر · ایالات متحده آمریکا | ویلیام مرز · ایالات متحده آمریکا |
| دارحلقه       | هزمن گلس · ایالات متحده آمریکا                                                                                                   | ویلیام مرز · ایالات متحده آمریکا                                                                                                   | امیل وویت · ایالات متحده آمریکا |
| طناب‌نوردی     | جرج ایسر · ایالات متحده آمریکا                                                                                                   | چارلز کراوس · ایالات متحده آمریکا                                                                                                  | امیل وویت · ایالات متحده آمریکا |
| پرش از خرک    | جرج ایسر · ایالات متحده آمریکا · آنتون هیدا · ایالات متحده آمریکا                                                                | مدال داده نشد | ویلیام مرز · ایالات متحده آمریکا |

## جدول مدال‌ها
| رتبه | کشور                      | طلا | نقره | برنز | مجموع |
| ۱    | ایالات متحده آمریکا (USA) | ۱۲  | ۸    | ۹    | ۲۹    |
| ۲    | سوئیس (SUI)               | ۱   | ۰    | ۱    | ۲     |
| ۳    | آلمان (GER)               | ۰   | ۱    | ۱    | ۲     |

## کشورهای شرکت کننده
۱۱۹ ورزشکار از ۳ کشور به رقابت با یک دیگر پرداختند.
- آلمان (۷)
- سوئیس (۱)
- ایالات متحده آمریکا (۱۱۱)